# Gabriel Lorca

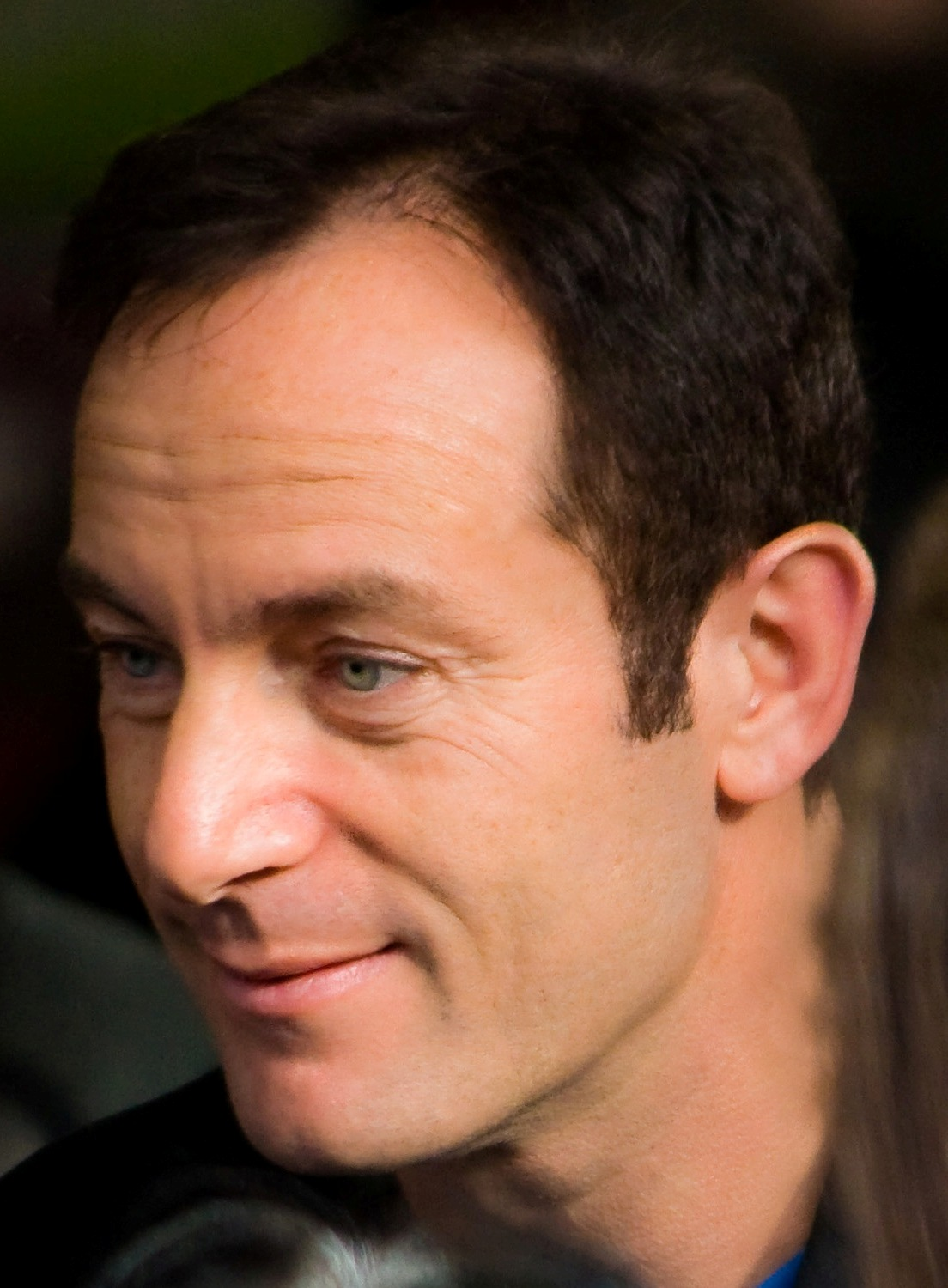
Actorul Jason Isaacs

Gabriel Lorca este un personaj fictiv din universul Star Trek. Apare în serialul Star Trek: Discovery unde este interpretat de Jason Isaacs.  Lorca este căpitanul navei USS Discovery, un "extraordinar tactician militar". Acesta are un accent sudist american.